# Tămășeni
Tămășeni là một xã thuộc hạt Neamț, România. Dân số thời điểm năm 2002 là 8393 người.